# The Space Between (film 2016)
The Space Between è un film del 2016 diretto da Ruth Borgobello.
Il film è stato selezionato per rappresentare l'Australia al Premio Oscar per il miglior film straniero.

## Trama
Il talentuoso ex chef Marco conosce Audrey, una ristoratrice australiana, la quale si era innamorata della sua cucina. Audrey gli offre un lavoro in Australia, ma Marco non accetta. Nel momento in cui le rispettive vite stanno per cambiare incontra Olivia, anche lei australiana.

## Riconoscimenti
- Lavazza Italian Film Festival 2016[2]
- Festa del Cinema di Roma 2016
- ICFF Italian Contemporary Film Festival 2017[3]